# Мескит (Тексас)
Мескит (енгл. Mesquite) град је у америчкој савезној држави Тексас. По попису становништва из 2010. у њему је живело 139.824 становника.

## Демографија
Према попису становништва из 2010. у граду је живело 139.824 становника, што је 15.301 (12,3%) становника више него 2000. године.
|                   | 2010.            | 2000.            |
| Укупно            | 139 824 (100,0%) | 124 523 (100,0%) |
| Белци             | 58 215 (41,63%)  | 81 388 (65,36%)  |
| Хиспаноамериканци | 44 133 (31,56%)  | 19 500 (15,66%)  |
| Афроамериканци    | 30 534 (21,84%)  | 16 585 (13,32%)  |
| Азијати           | 4 527 (3,238%)   | 4 665 (3,746%)   |
| Остали            | 2 415 (1,727%)   | 2 385 (1,915%)   |